# شكشوك (الفيوم)
قرية شكشوك هي إحدى القرى التابعة لمركز ابشواى في محافظة الفيوم في جمهورية مصر العربية. حسب إحصاءات سنة 2006، بلغ إجمالي السكان في شكشوك 20630 نسمة، منهم 10687 رجل و9943 امرأة.